# 夏恋花
「夏恋花」（なつこいばな）は、2002年6月〜7月に、NHKの音楽番組『みんなのうた』で放送された楽曲。作詞・作曲：矢島マキ、編曲・歌：綺羅